# 范权
范权（1907年—1989年），字慕柳，男，江苏吴县人，中国儿科专家，中国儿科医学奠基人之一，曾任天津市儿童医院院长，中国农工民主党中央委员会常务委员、天津市政协副主席、天津市人大常委会副主任，第三、四届全国政协委员，第五、六、七届全国人大代表。

## 家庭
妹妹范度、范琪。